# Classe Rajput
Le Classe Rajput della Marina militare dell'India, composta da 6 unità, è un tipo di cacciatorpediniere missilistico multiruolo del tipo Kashin. Queste unità erano state inizialmente costruite per la Marina Sovietica nell'ambito del Project 61ME, una delle varianti del Progetto 61M e vendute dall'Unione Sovietica all'India mentre erano in costruzione.
Tutte le unità indiane sono state costruite nei cantieri di Mykolaïv in Ucraina.

## Caratteristiche
Le unità della classe hanno lo scafo suddiviso in 13 compartimenti stagni e la robustezza delle navi ben curata.
La propulsione è di tipo COGAG con 4 turbine a gas e 2 eliche con una potenza complessiva di 72000 HP che permettono una velocità massima di 35 nodi.
L'autonomia, che è di 4000 miglia alla velocità di 18 nodi, scende a 2600 miglia alla velocità di 30 nodi.
L'armamento delle unità è quello del tipo Classe Kashin Modified con la differenza principale rispetto alle unità sovietiche della rimozione della torretta binata da 76mm poppiera per poter disporre di un vero e proprio ponte di volo per un elicottero antisommergibile e da esplorazione Ka-25.
L'elicottero "Ka-25" è stato in seguito sostituito dal più moderno Ka-28, versione export del Kamov Ka-27  o in alternativa dal Chetak, versione indiana costruita su licenza dell'Alouette III.
Per il resto l'armamento è quello dei  Kashin-Mod., con due cannoni da 76 mm in un impianto binato a prora, quattro CIWS da 30mm AK-630 per la difesa antiaerea a corto raggio, due lanciamissili SA-N 1 a prua e poppa con relativi radar di tiro per la difesa antiaerea a lungo raggio, quattro lanciamissili SS-N-2 per il combattimento navale di superficie, due lanciarazzi ASW a dodici canne RBU-6000  e l'impianto lanciasiluri quintuplo per siluri pesanti da 533 mm a metà nave.
Altra differenza con i Kashin-Mod. è che i missili SS-N-2 erano del tipo destinato all'esportazione, almeno inizialmente, e la collocazione che nei Kashin-Mod. era verso poppa, nei Rajput è verso prora con una coppia di lanciamissili per fiancata.
La "Classe Rajput" è risultata la sottoversione più equilibrata ed efficace della serie dei Kashin.
L'elettronica delle unità comprende vari radar di navigazione di ricerca e di tiro. La ricerca sommergibili è affidata al sonar di ricerca e attacco a media frequenza "Vycheda MG 311" ed al sonar VDS "Mare Tail" a profondità variabile di ricerca attiva a media frequenza. Gli elicotteri dispongono di sonar VGS-3 a profondità variabile.
Le navi sono state dotate di nuovi equipaggiamenti EW tra il 1993 e il 1994. Sembra che il sistema di combattimento delle unita sia di tecnologia italiana e compatibile con il sistema IPN-10 della Selenia. Le unità sono state dotate di sistema di comunicazione satellitare Inmarsat.
I missili SS-N-2 sono in via di sostituzione con missili da crociera supersonici BrahMos testati sulla capoclasse Rajput e costruiti da una Joint venture russo-indiana. BrahMos è acronimo di Brahmaputre-Moskva ed i Rajput saranno le prime unità indiane ad essere equipaggiate con questi missili.  Il missile è autoguidato con sistema di navigazione inerziale, ha un raggio d'azione massimo di 300 chilometri, può raggiungere una velocità massima di 2,7 Mach ed è dotato di sistemi anti-jamming che permettono di distinguere tra un vero bersaglio e decoys quali chaff. La testata è di 2 tipi, di cui una che esplode al contatto ed un'altra che esplode alcuni millesimi di secondi dopo aver penetrato il bersaglio.
Per il lancio possono anche essere utilizzati lanciatori tipo VLS con cui è stato equipaggiato il Ranvijay.
In una delle ultime 2 unità o in entrambe le ultime 2 unità, 2 dei 4 sistemi CIWS sono stati sostituiti con missili israeliani Barak.

## Unità della Classe Rajput
| Indian Navy                         | Indian Navy | Indian Navy  | Indian Navy  | Indian Navy         | Indian Navy    |
| ----------------------------------- | ----------- | ------------ | ------------ | ------------------- | -------------- |
| Nome                                | Cantiere    | Impostazione | Varo         | Entrata in servizio | Base operativa |
| Rajput ex "Nadiežnyj" (Надежный)    | Mykolaïv    | 11. 09. 1976 | 17. 09. 1977 | 04. 05. 1980        | Vizag          |
| Rana ex "Gubitel'nyj" (Губительный) | Mykolaïv    | 29. 11. 1976 | 27. 09. 1978 | 10. 02. 1982        | Vizag          |
| Ranjit ex "Lovkij" (Ловкий)         | Mykolaïv    | 29. 06. 1977 | 16. 06. 1979 | 24. 11. 1983        | Vizag          |
| Ranvir ex "Tvёrdyj" (Твёрдый)       | Mykolaïv    | 24. 10. 1981 | 12. 03. 1983 | 28. 10. 1986        | Bombay         |
| Ranvijay (ex "Tolkovyj") (Толковый) | Mykolaïv    | 19. 03. 1982 | 01. 02. 1986 | 15.01. 1988         | Bombay         |

## Servizio
Le prime 3 unità della Classe hanno la loro base operativa a Vizag, le ultime 2 unità a Bombay.
Per la modernizzazione di queste unità era stata presa in considerazione l'assistenza ucraina, ma sembra che poi si sia preferito rivolgersi all'aiuto dei russi.
Nel 2003 il Ranjit si è recato in visita diplomatica in Mozambico, dove il 25 giugno ha presenziato ai festeggiamenti per il 28º anniversario dell'indipendenza di quella nazione africana. Successivamente su invito del Presidente del Mozambico Joaquim Chissano che ha effettuato una visita a bordo il 30 giugno, ha partecipato dal 4 al 12 luglio ad un'esercitazione con forze navali del Mozambico.
Nel 2007 unità della classe hanno partecipato all'esercitazione multinazionale Malabar 2007 con unità della US Navy, dell'Australia, del Giappone e di Singapore. L'esercitazione ha l'obiettivo di accrescere la cooperazione tra Marine Militari e sviluppare intese comuni per la sicurezza dei traffici marittimi.

## Galleria d'immagini
|  |  |
|  |  |